# Tetra Pak
Tetra Pak est une entreprise suédo-suisse d’emballages de produits alimentaires et de solutions de traitement. C'est une filiale de Tetra Laval.

## Historique

### Fondation

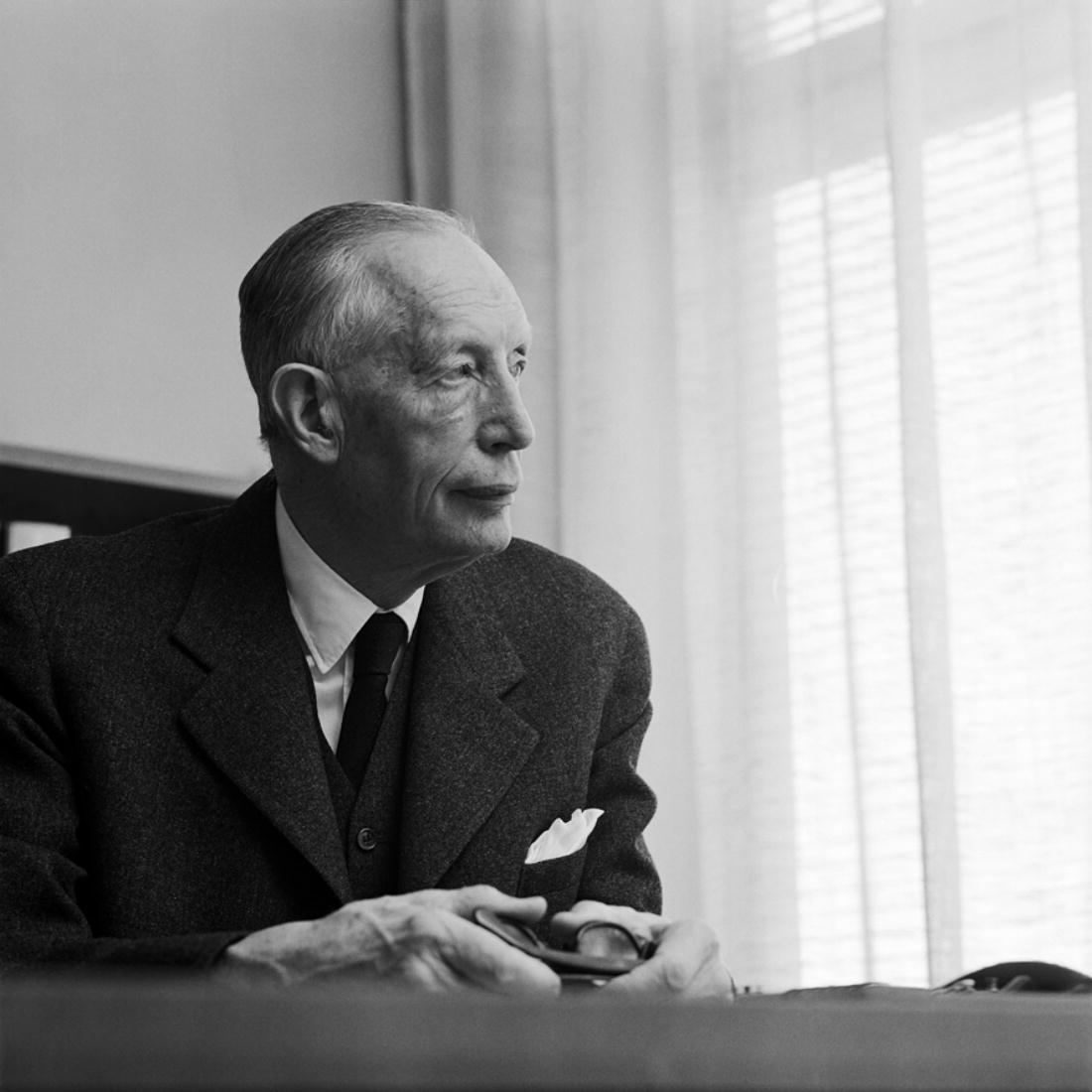
Ruben Rausing, fondateur de Tetra Pak.

Tetra Pak a été créé en 1951. C'est une filiale de l'entreprise d'emballages alimentaires Åkerlund & Rausing, fondée en 1929 par Ruben Rausing et Erik Åkerlund.
Ce dernier quitte l'entreprise en 1933. Ruben Rausing envisage rapidement de trouver une alternative abordable, fiable et capable de respecter des conditions d'hygiène exigeantes, aux bouteilles de lait en verre en atmosphère stérile, contrairement à la mise en conserve où le produit est d'abord placé dans l'emballage, et le tout est stérilisé après coup.

#### Création du berlingot

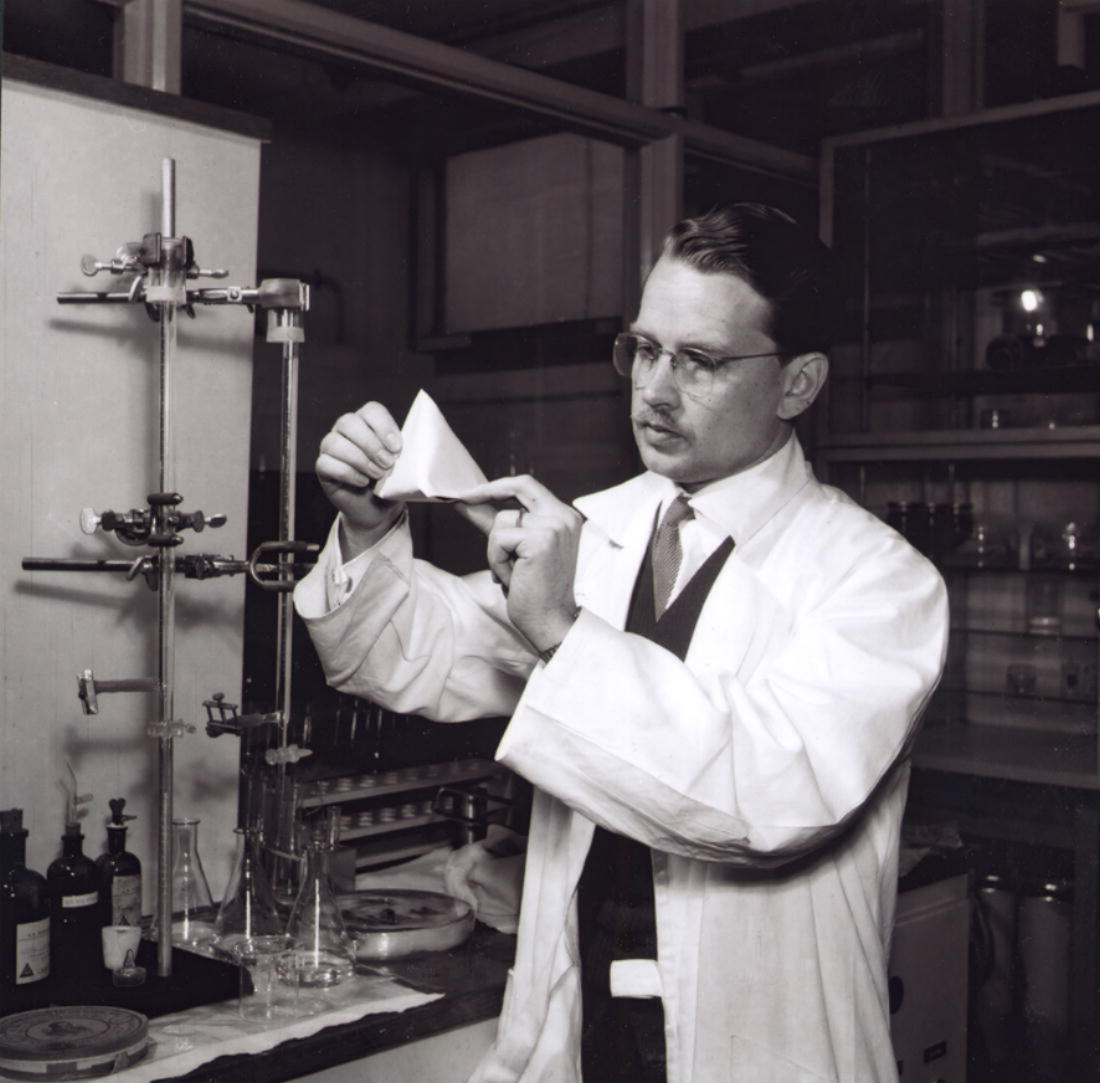
Erik Wallenberg, inventeur du premier emballage « Tetra Pak ».

Mais ce n’est qu’en 1943 qu'Erik Wallenberg, alors assistant au laboratoire, crée le berlingot, en pliant un cylindre de façon à former un tétraèdre régulier.
Ruben Rausing choisit de poursuivre dans cette voie malgré deux problèmes majeurs et irrésolus : le matériau d’emballage à utiliser et la technique de remplissage adéquate.
C’est Rausing lui-même qui a l’idée de former et remplir en continu les emballages à partir d’un rouleau de papier. Il rapporte que la solution de former les emballages sous un flot continu de lait, permettant l’absence complète d’air, néfaste pour le produit, vient de sa femme,. Harry Jarund est à l’origine de la première machine d’emballages en 1951. La même année, la société prend le nom de « AB Tetra Pak ». Il faut près de dix ans pour trouver un matériau d’emballage adéquat.

#### Développement en Europe
En 1952, la première machine d’emballage est livrée et la crème en berlingot apparaît sur le marché suédois, puis sur le marché français grâce à Pierre Schmit qui crée Tetra Pak France dont il devient le directeur général.
Deux ans plus tard, en 1954, la machine de remplissage commence à s’exporter en Europe. La société Alpura et Tetra Pak utilisent la technique d’upérisation de Nicolas Appert et la perfectionnent pour développer le « lait aseptique (en) » en 1961, aussi appelé lait UHT (ultra haute température). Le berlingot n’était pas commode à manipuler dans sa forme 1L. C'est la raison pour laquelle, dans un contexte de concurrence forte avec Elopak, Tetra Pak lance le Tetra Brik en 1963, et le Tetra Brik Aseptic en 1969.

### Délocalisation du siège en Suisse et fusion avec Alfa Laval
La direction du groupe est transférée de Lund à Lausanne, en Suisse, en 1981.
En 1991, Tetra Pak acquiert Alfa Laval, et développe ses activités de traitement des produits alimentaires. L'entreprise prend le nom de Tetra Laval en 1993.
L'unité de Alfa Laval spécialisée dans le process des liquides devient DeLaval (en), et les activités qui ne concernent pas directement Tetra Pak sont vendues en 2000. En 2001, Tetra Laval acquiert Sidel.
Tetra Pak acquiert Miteco en 2014, et se sépare de l'usine de Romont en 2016 et supprime 123 postes. En 2017, Tetra Pak acquiert Big Drum, pour se renforcer sur le secteur des crèmes glacées.

### Chronologie
En 1943, l’emballage de forme tétraédrique, le « berlingot », est créé.
En 1944, développement d’une machine à emballer les liquides.
En 1951, l’entreprise AB Tetra Pak est fondée à Lund en Suède par le Dr Ruben Rausing et Erik Wallenberg.
En 1952, la première machine est livrée.
En 1954, Tetra Pak France est fondé par Pierre Schmit dont il sera le PDG de 1955 à 1987.
En 1959, commencement du développement d’un emballage rectangulaire, la « brique ».
En 1963 débute la commercialisation de la brique.
En 1971, l’usine de production d’emballages de Dijon est mise en service.
En 1968, la première machine Tetra Brik Aseptic est installée à Thoune en Suisse.
En 1981, la direction du groupe Tetra Pak est transférée de Lund à Lausanne, en Suisse.
Le 8 octobre 1983, le docteur Ruben Rausing, fondateur de Tetra Pak, décède.
En 1991, achat de Alfa Laval et DeLaval.
En 1993, le groupe est baptisé « Tetra Laval Group ».
En 1996, l’emballage octogonal est créé.
En 2005, la production totale d’emballages de Tetra Pak s’élève à plus de 120 milliards d’unités.
En 2016, la délocalisation des activités provoque la fermeture de l'usine de Romont.
En 2025, l'usine de Dijon ferme ses portes.

## Tetra Pak aujourd'hui
Tetra Laval est contrôlé par la holding Tetra Laval International, et les trois enfants de Gad Rausing (en) siègent au conseil de direction.
En 2017, la société Tetra Pak représente :
- 11,5 milliards d’euros de chiffre d’affaires ;
- 24 800 salariés ;
- usines de production : 55 ;
- centres de recherche et développement : 5 ;
- machines de remplissage livrées en 2017 : 368 ;
- unités de traitement livrées en 2017 : 2 266 ;
- emballages vendus en 2017 : 188 milliards ;
- Tetra Pak est présent dans plus de 160 pays à travers le monde.

## Concept
L’invention du Tetra Pak repose sur l’optimisation de l’utilisation de l’espace que permet un emballage de forme cubique comparé à celui de forme cylindrique. Par exemple, vingt mille Tetra Pak de un litre occupent moins d’espace que vingt mille bouteilles de la même contenance et n’occupent pas plus de place qu’une citerne équivalente. Cette économie de place réduit tant les coûts de stockage pour le producteur que ceux du transport pour le distributeur.
Depuis les années 1960, le berlingot puis le Tetra Brik sont des emballages pour liquides alimentaires composés de plusieurs couches de carton, d’aluminium et de polyéthylène.

## Fin de vie, recyclage ou valorisation énergétique
Depuis le début des années 1990, de nombreuses équipes de recherche essayent d'améliorer le cycle de vie des produits Tetra Pak via une meilleure récupération des couches de matériaux.
La brique, une fois vide, est remise à plat et occupe peu de place dans les déchets. Pour le recyclage, trois composants des briques alimentaires — carton, polyéthylène et aluminium — doivent être séparés puis récupérés grâce à un procédé mécanique de détrempage et de brassage.
Au milieu des années 2010, des tests de traitement hydrothermal (visant à produire un combustible solide à partir du Tetra Pak, en portant sa matière déchiquetée à une température de 200 à 240 °C) produisent un hydrochar pouvant être utilisé comme un charbon sous-bitumineux après l'avoir débarrassé de ses restes d'aluminium. La valeur calorifique peut être portée jusqu'à 25,22 MJ/kg (équivalent du lignite) mais plus on élève le temps de séjour dans le réacteur et la température, plus le taux de carbone augmente (de même que leur pouvoir calorifique), ce qui permet aussi à la teneur en cendres de chuter (60 min à 240 °C). Cependant le rendement en aluminium reste médiocre (37 %).
En 2014, TetraPack annonce la mise à l'étude d'une brique intégralement à base de matériaux d’origine végétale.

## Évolution technologique
Il existe désormais un modèle de brique appertisable, le Tetra Recart, qui permet la conservation des légumes en remplacement des bocaux en verre ou des boîtes en fer blanc.

## Concurrence
Le principal concurrent de Tetra Pak est SIG Combibloc, qui a introduit la possibilité d’incorporer des éléments solides dans le contenu des emballages. Il était, en effet, par exemple, impossible pour le procédé de Tetra Pak de conditionner du jus d’orange avec pulpe parce que celle-ci risquait de s’incorporer dans les joints de soudage et, ainsi, de compromettre l’étanchéité de l’emballage.
Il a suffi à Combibloc de placer, dans le haut de l’emballage, un peu de gaz inerte et stérile, permettant une soudure parfaite sans encombre. Tetra Pak a subséquemment suivi cette voie.
Une autre entreprise majeure du secteur est Elopak.

## Publicité
- 2012 : Web-série avec Garnier et Sentou.